# مادة قابضة

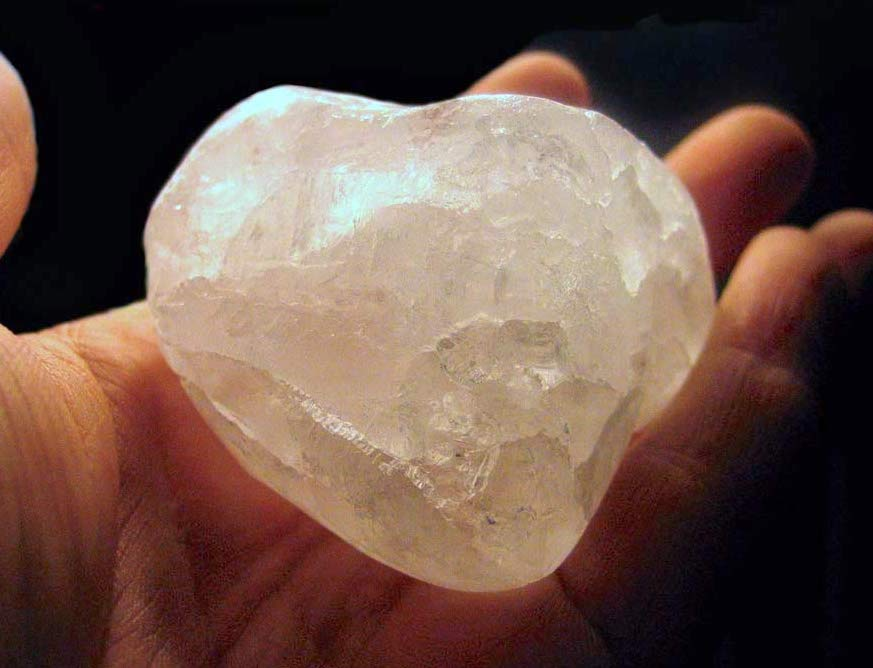
قطعة من الشب، وهو قابض

المادة القابضة (بالإنجليزية: Astringent)‏ أو القابض أو العقول هي مركب كيميائي زامة للأنسجة الحية تجعل أنسجة الجسم تنقبض وبذلك يخف الإفراز أو النزف. اثنين من الأمثلة الشائعة هي محلول الكالامين وبندق الساحرة.
قبض الأوعية (بالإنجليزية: Astringency)‏ هو أيضا الشعور الفموي بالجفاف والتجعيد بسبب التانين الذي يتواجد في العديد من فواكه مثل برقوق السياج (الخوخ الشوكي) وخوخ فيرجينيا وكرز الطيور والسفرجل والخرمة وقشر الموز.
العفص (والذي هو نوع من البوليفينول) يقوم بربط البروتينات اللعابية، مما يسبب لهم الترسب أو التجمع مما يؤدي إلى الإحساس بطعم «ورق الزجاج» أو الجفاف أو الخشونة في الفم. تم العثور على العفص في بعض النبيذ الأحمر والشاي.